# جیادا گرگی
جیادا گرگی (انگلیسی: Giada Greggi؛ زادهٔ ۱۸ فوریهٔ ۲۰۰۰) بازیکن فوتبال اهل ایتالیا است.
وی همچنین در تیم‌های ملی فوتبال Italy national under-17 futsal team و زنان ایتالیا بازی کرده‌است.